# واکنش‌های بین‌المللی به انتخابات ریاست جمهوری ۲۰۲۰ بلاروس
در مقاله زیر، فهرستی از واکنش‌های رسمی به انتخابات ریاست‌جمهوری بلاروس در سال ۲۰۲۰ و به دنبال آن اعتراضات بلاروس در سال ۲۰۲۰ آمده است.

واکنش های بین‌المللی به انتخاب مجدد الکساندر لوکاشنکو
بلاروس
کشورهایی که به لوکاشنکو تبریک گفتند
کشورهایی که تیخانوفسکایا را به عنوان برنده به رسمیت شناختند
کشورهایی که نتایج را به رسمیت نشناختند
کشور هایی که از تشدید اعتراضات ابراز نگرانی کردند
بدون واکنش رسمی

## سازمان‌های بین‌المللی

### عدم به رسمیت شناختن نتیجه انتخابات
- اتحادیه اروپا: نماینده عالی اتحادیه اروپا در سیاست خارجی و امور امنیتی، جوزپ بورل و کمیسر اتحادیه اروپا برای همسایگی و گسترش اتحادیه، اولیور ورهلی بیانیه مشترکی صادر کردند که در این بیانیه مشترک، خشونت پلیس پس از اعتراضات به نتایج انتخابات را محکوم و تصریح کردند که اتحادیه اروپا بر تحولات نظارت بیشتری خواهد کرد.[۱] اتحادیه اروپا بعداً اعلام کرد که روابط خود با بلاروس را دوباره مورد ارزیابی و تجدیدنظر قرار خواهد داد.[۲][۳] وزرای خارجه اتحادیه اروپا در یک نشست ویدئویی اضطراری در ۱۴ اوت با اعمال تحریم‌های جدید علیه مقامات بلاروسی که مسئول "خشونت و تقلب انتخاباتی" هستند، موافقت کردند.[۴] اعضای پارلمان اروپا در ۱۷ اوت بیانیه مشترکی صادر کردند و اعلام کردند که الکساندر لوکاشنکو را به عنوان رئیس جمهور بلاروس به رسمیت نمی شناسند. پارلمان اروپا همچنین حمایت خود را از تحریم های اعمال شده علیه لوکاشنکو و اعضای دولتش اعلام کرد.[۵]

### ابراز نگرانی
- سازمان ملل متحد: سخنگوی سازمان ملل متحد، استفان دوجاریک گفت که سازمان ملل با نگرانی شدید تحولات پس از انتخابات بلاروس را دنبال می‌کند و از مقامات بلاروس می‌خواهد حداکثر خویشتنداری را از خود نشان دهندو از احترام کامل به قانون آزادی بیان و اجتماعات مسالمت آمیز اطمینان پیدا کنند.[۶] کمیساریای عالی حقوق بشر سازمان ملل متحد، میشل باشله نیز واکنش‌های خشونت آمیز از سوی دولت بلاروس را محکوم کرد.  وی با بیان اینکه گزارش‌های بدرفتاری در حین و پس از بازداشت با معترضان"ناراحت کننده" است، به دولت بلاروس پایبندی به قانون "ممنوعیت مطلق شکنجه و سایر بدرفتاری‌ها با بازداشت‌شدگان" را یادآوری کرد.[۷]
- واتیکان: پاپ فرانسیس در سخنرانی خود در ۱۶ اوت، خواستار گفتگو شد و از دولت بلاروس خواست تا از خشونت خودداری کند و به عدالت و حقوق‌ بشر احترام بگذارد.[۸].
- سازمان امنیت و همکاری اروپا : ریاست سازمان امنیت و همکاری اروپا در ۱۷ اوت مجدداً نگرانی خود از استفاده نامناسب از زور علیه معترضان مسالمت‌آمیز، بازداشت‌های گسترده، شکنجه و بدرفتاری توسط نیروهای امنیتی و همچنین برگزاری انتخابات ریاست جمهوری در بلاروس، که توسط دفتر نهادهای دموکراتیک و حقوق بشر سازمان همکاری و امنیت اروپا قابل نظارت نبود را ابراز کرد.[۹]

### بیانیه‌های مشترک
- : وزرای خارجه هشت کشور (دانمارک، استونی، فنلاند، ایسلند، لتونی، لیتوانی، نروژ، و سوئد) در بیانیه ای مشترک خشونت‌ها را محکوم کردند و خواستار پایان فوری خشونت شدند. آنها همچنین اظهار داشتند که معتقدند که انتخابات غیر آزاد و غیر عادلانه بوده است.[۱۰]
- : در ۱۵ اوت ۲۰۲۰، نخست وزیران کشورهای بالتیک (استونی،  لتونی و لیتوانی) از بلاروس خواستند تا انتخاباتی جدید و به صورت آزاد و عادلانه را تحت نظارت ناظران بین‌المللی برگزار کند.[۱۱]
- : وزرای خارجه چهار کشور عضو اتحادیه اروپا؛ یعنی استونی، فنلاند، لتونی، و لهستان مشترکاً خواستار نشست ویدئو‌کنفرانسی اتحادیه اروپا برای برسی تحولات بلاروس شدند.[۱۲]
- : کشورهای اروپای مرکزی در ۱۸ اوت توافق کردند که اروپا باید  موضعی متحد و سخت در برابر رژیم لوکاشنکو اتخاذ کند.[۱۳]
- : وزارت‌ امور خارجه کشور‌های لیتوانی، لهستان و اوکراین با صدور بیانیه‌ای مشترک نگرانی عمیق خود را از تشدید اوضاع ابراز کردند و از مقامات بلاروس خواستند تا از خشونت خودداری کنند.[۱۴]

## کشور‌ها

### واکنش مثبت به انتخابات

#### کشورهای منتقد اعتراضات
- روسیه: در ۱۴ اوت ۲۰۲۰، سخنگوی وزارت امور خارجه روسیه، ماریا زاخارووا اعلام کرد که اعتراضات بلاروس نتیجه «دخالت‌های خارجی» برای «ایجاد شکاف در جامعه و بی ثبات کردن اوضاع» است.[۱۵] لوکاشنکو در ۱۵ اوت با ولادیمیر پوتین تلفنی گفت و گو کرد. او بعداً ادعا کرد که روسیه برای تضمین امنیت بلاروس در صورت تهدیدهای نظامی خارجی کمک‌های همه جانبه ای ارائه خواهد کرد.[۱۶]

#### کشورهایی که به لوکاشنکو تبریک گفتند
- ارمنستان: نخست وزیر ارمنستان،  نیکول پاشینیان[۱۷] و رئیس جمهور ارمنستان،  آرمن سرکیسیان[۱۸] پیروزی لوکاشنکو در انتخابات ریاست جمهوری را تبریک گفتند.[۱۹][۲۰]
- جمهوری آذربایجان: رئیس جمهور آذربایجان،  الهام علی اف انتخاب مجدد لوکاشنکو را طی تماسی تلفنی تبریک گفت.[۲۱][۲۲][۲۳]
- بوروندی: نماینده بوروندی در شورای حقوق بشر سازمان ملل متحد انتخابات بلاروس را "شفاف و منصفانه" خواند.[۲۴]
- چین: دبیر کل حزب کمونیست چین و رئیس‌جمهور چین، شی جین پینگ پیروزی لوکاشنکو در انتخابات ریاست جمهوری را تبریک گفت.[۲۵][۲۶]
- کوبا: رئیس جمهور کوبا، میگل دایاز-کانل همبستگی کوبا را با "رئیس جمهور قانونی بلاروس، الکساندر لوکاشنکو" و مردم بلاروس ابراز کرد.[۲۷]
- اریتره: اریتره تنها کشوری بود که علاوه بر ونزوئلا در حمایت از دولت لوکاشنکو در شورای عالی حقوق بشر سازمان ملل رای مثبت داد.[۲۸][۲۹]
- قزاقستان: رئیس‌جمهور قزاقستان قاسم جومارت توقایف با ارسال پیامی به لوکاشنکو گفت: نتیجه انتخابات که در شرایط پیچیده سیاسی برگزار شد، حمایت مردم از مسیر راهبردی شما در راستای تقویت حاکمیت و استقلال بلاروس را ثابت می کند."[۲۳][۳۰]
- قرقیزستان: رئیس‌جمهور قرقیزستان سورنبای جینبکف پیروزی لوکاشنکو در انتخابات ریاست جمهوری را تبریک گفت.[۳۱]
- مولدووا: رئیس‌جمهور وقت مولداوی، ایگور دودون، پیروزی لوکاشنکو در انتخابات ریاست جمهوری را تبریک گفت.[۳۲]
- میانمار: نماینده میانمار در شورای حقوق بشر سازمان ملل متحد از انتخاب لوکاشنکو استقبال کرد و کشورهای دیگر را به دلیل مداخله در امور بلاروس محکوم کرد. او از جامعه جهانی خواست تا از دولت بلاروس حمایت کنند.[۲۴]
- نیکاراگوئه: رئیس‌جمهور نیکاراگوئه دانیل اورتگا و معاون رئیس جمهور روزاریو موریلو پیروزی لوکاشنکو در انتخابات ریاست جمهوری را تبریک گفتند.[۳۳]
- کره شمالی: رهبر کره شمالی، کیم جونگ اون به مناسبت روز ملی بلاروس به لوکاشنکو پیام تبریک فرستاد.[۳۴]
- عمان سلطان عمان، هیثم بن طارق با ارسال پیامی انتخاب مجدد لوکاشنکو را به عنوان رئیس‌جمهور تبریک گفت.[۳۵]
- روسیه رئیس‌جمهور روسیه ولادیمیر پوتین با ارسال پیامی به لوکاشنکو انتخاب مجدد او را تبریک گفت.[۳۶][۳۷] پوتین همچنين به لوکاشنکو گفته که روسیه در صورت نیاز در یک پیمان نظامی جمعی با بلاروس مشارکت خواهد کرد.[۳۸]
- سوریه: رئیس‌جمهور سوریه، بشار اسد پیروزی لوکاشنکو در انتخابات ریاست جمهوری را تبریک گفت.[۳۹]
- تاجیکستان: رئیس‌جمهور تاجیکستان، امامعلی رحمان پیروزی لوکاشنکو در انتخابات ریاست جمهوری را تبریک گفت.[۲۳][۴۰]
- ترکیه: رئیس‌جمهور ترکیه، رجب طیب اردوغان پیروزی لوکاشنکو در انتخابات ریاست جمهوری را تبریک گفت.[۲۳][۴۱]
- ازبکستان: رئیس‌جمهور ازبکستان، شوکت میرضیایف پیروزی لوکاشنکو در انتخابات ریاست جمهوری را تبریک گفت.[۲۳][۴۲]
- ونزوئلا: رئیس‌جمهور ونزوئلا، نیکلاس مادورو پیروزی لوکاشنکو در انتخابات ریاست جمهوری را تبریک گفت.[۲۳][۴۳]
- ویتنام: دبیرکل حزب کمونیست ویتنام و رئیس‌جمهور ویتنام، نگوین فو ترونگ پیروزی لوکاشنکو در انتخابات ریاست جمهوری را تبریک گفت.[۴۴][۴۵]

#### کشورهایی با رسمیت محدود که به لوکاشنکو تبریک گفتند
- آبخاز: رئیس‌جمهور آبخازیا، اصلان بژانیا به لوکاشنکو تبریک گفت.[۴۶]
- اوستیای جنوبی: رئیس‌جمهور اوستیای جنوبی، آناتولی بی بیوف به لوکاشنکو تبریک گفت.[۴۷][۴۸][۴۹]

#### کشورهایی که همکاری نظامی مشترک با بلاروس دارند
کشورهای زیر پس از انتخابات در یک مانور نظامی با دولت بلاروس شرکت کردند:
- الجزایر
- مصر
- ایران
- مغولستان
- پاکستان
- ترکمنستان

## تحریم‌های بین‌المللی
- اتحادیه اروپا: نماینده عالی اتحادیه اروپا در امور سیاست خارجی و امنیتی، جوزپ بورل در ۱۴ اوت اعلام کرد که اتحادیه اروپا تحریم هایی را علیه مقامات بلاروسی که مسئول "خشونت و تقلب" هستند اعمال خواهد کرد.[۴][۵۱] شارل میشل، رئیس شورای اروپا در ۱۹ اوت طی اظهار نظری گفت که اتحادیه اروپا به زودی تحریم‌هایی را علیه "تعداد قابل توجهی" از افراد مسئول خشونت، سرکوب و تقلب در انتخابات اعمال خواهد کرد.[۵۲]
- کمیته بین‌المللی المپیک: در دسامبر ۲۰۲۰، کمیته بین المللی المپیک، الکساندر لوکاشنکو، ویکتور لوکاشنکو، کمیته المپیک بلاروس و سایر اعضای هیئت اجرایی آن را تحریم کرد.[۵۳]
- لیتوانی: در ۱۸ اوت ۲۰۲۰، پارلمان لیتوانی با اعمال تحریم‌های اقتصادی علیه بلاروس موافقت کرد.[۵۴]
- اسلواکی:در ۱۹ اوت ۲۰۲۰، نخست‌وزیر اسلواکی اعلام کرد که دولت تحریم‌هایی را علیه بلاروس وضع خواهد کرد.[۵۵]

1. ↑  Karmanau, Yuras (10 August 2020). "Belarus' ruler vows to quash opposition rallies after vote". Associated Press. Retrieved 10 August 2020.
2. ↑  "Belarus opposition leader Tikhanovskaya flees to Lithuania after second night of protests" (به انگلیسی). Deutsche Welle. Retrieved 12 August 2020.
3. ↑  "Demonstrations throughout Europe to support Belarusian protests, Amnesty International slams Lukashenko's "purge"". www.intellinews.com. 28 June 2020. Retrieved 14 August 2020.
4. 1 2  "Belarus election: Exiled leader calls weekend of 'peaceful rallies'". BBC News. 14 August 2020.
5. ↑  "European Parliament does not recognize Lukashenko as elected president of Belarus". TASS.
6. ↑  "Belarus: UN chief following post-election developments 'with great concern'". UN News. 10 August 2020. Retrieved 12 August 2020.
7. ↑  "OHCHR | Bachelet condemns violent response of Belarus to post-electoral protests". www.ohchr.org. Retrieved 12 August 2020.
8. ↑  "Pope Francis calls for justice, rights to be respected amid protests in Belarus". Global News. 16 August 2020. Retrieved 9 March 2022.
9. ↑  "OSCE Chairmanship offers to visit Belarus". osce.org.
10. ↑  Official statement published by the Icelandic MFA, 11 August 2020, https://www.stjornarradid.is/library/04-Raduneytin/Utanrikisraduneytid/PDF-skjol/NB8%20statement%20Belarus.pdf
11. ↑  "Baltic States Urge New Election In Belarus, Call For EU Sanctions". Radio Free Europe/Radio Liberty. 15 August 2020.
12. ↑  Connor, Richard (11 August 2020). "EU threatens Belarus with 'measures against those responsible'" (به انگلیسی). Deutsche Welle. Retrieved 12 August 2020.
13. ↑  Ciobanu, Claudia; Sirotnikova, Miroslava German; Inotai, Edit (18 August 2020). "Central Europe adopts united stance against Belarus ahead of EU meet". Balkan Insight. Retrieved 9 March 2022.
14. ↑  Kitsoft. "Міністерство закордонних справ України - Statement by Ministers of Foreign Affairs of Lithuania, Poland and Ukraine – Lublin Triangle". mfa.gov.ua. Retrieved 13 August 2020.
15. ↑  "Russia Sees 'Clear Efforts' of Foreign Interference in Belarus Protests" – via www.youtube.com.
16. ↑  "Battling protests, Lukashenko says Putin agreed to help security of Belarus". Reuters. 15 August 2020.
17. ↑  [https  ://www.primeminister.am/fa/congratulatory/item/2020/08/10/Nikol-Pashinyan-Alexander-Lukashenko/ "نیکول پاشینیان انتخاب مجدد الکساندر لوکاشنکو به عنوان رئیس جمهور بلاروس را تبریک گفت"]. primeminister.am. دفتر نخست وزیر جمهوری ارمنستان. 10 اوت 2020. {{cite web}}: Check |url= value (help); Unknown parameter |آرشیو  -url= ignored (help); Unknown parameter |بایگانی-تاریخ= ignored (help)[پیوند مرده]
18. ↑  //armenpress.am/eng/news/1024598.html "رییس جمهور سرکیسیان انتخاب مجدد لوکاشنکو را تبریک گفت". armenpress.am. Armenpress. 10 August 2020. Archived from [https:  //armenpress.am/eng/news/1024598.html the original] on 13 August 2020. {{cite news}}: Check |archive-url= value (help); Check |url= value (help)
19. ↑  "پاشینیان به لوکاشنکو تبریک گفت.  در انتخابات مجدد". eng.  belta.by. 10 اوت 2020. Retrieved 10 August 2020.
20. ↑  html "رییس جمهور سرکیسیان انتخاب مجدد لوکاشنکو را تبریک گفت". armenpress.am. 10 اوت 2020. Retrieved 10 آگوست 2020. {{cite news}}: Check |url= value (help); Check date values in: |access-date= (help)
21. ↑  "President Aliyev congratulates Belarusian counterpart on election victory". AzerNews (به انگلیسی). 10 August 2020. Retrieved 10 August 2020.
22. ↑  "President Ilham Aliyev congratulates Alexander Lukashenko". News.az. 10 August 2020.
23. 1 2 3 4 5 6  "Foreign leaders congratulate Lukashenko on re-election". Belarusian Telegraph Agency. 10 August 2020.
24. 1 2  "United Nations Media". 19 July 2023. Archived from the original on 20 اكتبر 2020. Retrieved 3 November 2023. {{cite web}}: Check date values in: |archive-date= (help)
25. ↑  "Xi Jinping congratulates Lukashenko on victory in presidential election". eng.belta.by (به انگلیسی). 10 August 2020. Retrieved 10 August 2020.
26. ↑  "Xi congratulates Lukashenko on re-election as Belarusian president". Xinhua News Agency. 10 August 2020.
27. ↑  "Rechazan en Cuba injerencia externa contra la soberanía de Belarús". Escambray. 1 September 2020. Retrieved 16 September 2020.
28. ↑  https://extranet.ohchr.org/sites/hrc/HRCSessions/RegularSessions/45session/DL_Resolutions/A_HRC_45_L.1/Result%20of%20the%20vote.pdf [نشانی وب عریان]
29. ↑  "Eritrea: Belarus's Last Friend in Africa". 18 September 2020.
30. ↑  "Kazakhstan president congratulates Lukashenko on re-election". eng.belta.by (به انگلیسی). 10 August 2020. Retrieved 10 August 2020.
31. ↑  "Kyrgyzstan president congratulates Lukashenko on victory at presidential election". tv8.md (به انگلیسی). 12 August 2020. Retrieved 12 August 2020.
32. ↑  "Igor Dodon l-a felicitat pe Alexandr Lukașenko pentru victoria în alegerile prezidențiale. Mesajul transmis". tv8.md (به رومانیایی). 10 August 2020. Retrieved 10 August 2020.
33. ↑  "Nicaragua officials congratulate Lukashenko on re-election". Retrieved 14 August 2020.
34. ↑  "Supreme Leader Kim Jong Un Sends Greetings to Belarusian President". www.rodong.rep.kp. Rodong Sinmun. 4 July 2020. Archived from the original on 5 July 2020.
35. ↑  "IHM The Sultan Congratulates Belarusian President". omannews.gov.om. 12 August 2020. Archived from the original on 22 August 2020. Retrieved 12 August 2020.
36. ↑  Поздравление Александру Лукашенко с победой на выборах Президента Белоруссии. Президент России (به روسی). Retrieved 10 August 2020.
37. ↑  Путин поздравил Лукашенко с победой на выборах.  РБК (به روسی). 10 August 2020.
38. ↑  Jacobs, Emily (2020-08-17). "Russia offers statement of military support to Belarus' embattled leader". New York Post (به انگلیسی). Retrieved 2020-08-18.
39. ↑  "President Sarkissian congratulates Lukashenko on re-election". belta.by. 12 August 2020. Retrieved 12 August 2020.
40. ↑  Эмомали Рахмон поздравил Александра Лукашенко с переизбранием на пост президента Беларуси. gazeta.uz (به روسی). 10 August 2020. Retrieved 10 August 2020.
41. ↑  "Erdogan Congratulates Lukashenko On Victory At Belarusian Presidential Election". v (به انگلیسی). 12 August 2020. Retrieved 12 August 2020.
42. ↑  Шавкат Мирзиёев поздравил Александра Лукашенко с победой на выборах. gazeta.uz (به روسی). 10 August 2020. Retrieved 10 August 2020.
43. ↑  "Maduro celebra "inobjetable victoria" de Lukashenko en Bielorrusia". panorama.com.ve (به اسپانیایی). 10 August 2020. Archived from the original on 30 August 2020. Retrieved 11 August 2020.
44. ↑  "Điện mừng Tổng thống Cộng hòa Belarus Alexander Lukashenko". v (به ویتنامی). 11 August 2020. Retrieved 11 August 2020.
45. ↑  "Vietnam president sends congratulatory message to Lukashenko". Belarusian Telegraph Agency. 12 August 2020.
46. ↑  Президенты Абхазии и Южной Осетии поздравили не признающего их Лукашенко. eadaily.com (به روسی). 11 August 2020. Retrieved 12 August 2020.
47. ↑  "Анатолий Бибилов поздравил Александра Лукашенко с переизбранием на пост Президента Республики Беларусь". President of South Ossetia (به روسی). 10 August 2020. Retrieved 2 July 2021.
48. ↑  "Caucasus governments remain silent on Belarus crackdown". Caucasus Watch. 13 August 2020. Retrieved 2 July 2021.
49. ↑  "Why did the Georgian government not congratulate Lukashenko on his victory?". Caucasus Watch. 12 August 2020. Retrieved 30 June 2021.
50. ↑  "Russia's Kavkaz 2020: International Participation and Regional Security Implications".
51. ↑  "EU announces sanctions against Belarus over 'violence' on protesters and electoral 'falsification'". Euro News. 14 August 2020.
52. ↑  Meredith, Sam (19 August 2020). "EU to impose sanctions on Belarusian officials for election fraud, calls for a new vote". CNBC.
53. ↑  "International Olympic Committee imposes sanctions on Belarus". The Baltic Course. 8 December 2020. Retrieved 13 December 2020.
54. ↑  "Lithuanian lawmakers vote for sanctions against Belarus NEW". WVVA. 18 August 2020. Archived from the original on 22 August 2020. Retrieved 18 August 2020.
55. ↑  "Bieloruská kríza: Matovič chce ekonomické sankcie proti páchateľom". slovensko.hnonline.sk. 19 August 2020. Retrieved 16 September 2020.